# Вила Музоне (Анкона)
Вила Музоне (итал. Villa Musone) насеље је у Италији у округу Анкона, региону Марке.
Према процени из 2011. у насељу је живело 2150 становника. Насеље се налази на надморској висини од 11 м.